# Andrzej Towiański

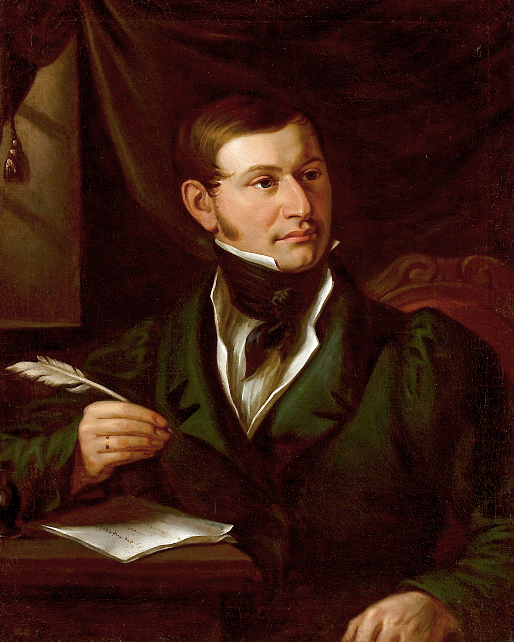
Andrzej Towiański.

Andrzej Tomasz Towiański, född 1 januari 1799 nära Vilnius, död 13 maj 1878 i Zürich, var en polsk religionsfilosof och mystiker. 
Towianski blev efter universitetsstudier assessor vid domstolen i Vilnius, men emigrerade till västerlandet 1837. I Paris, där han slog sig ned 1841, fick han en bemärkt ställning bland de polska emigranterna som stiftare av en religiös sekt. Adam Mickiewicz, vars hustru Towianski på hypnotisk väg råkade bota, utvecklade hans "messianism" i sina föreläsningar i Sorbonne ("L'église officielle et le Messianisme", 1842–43) och stod under hans inflytande liksom även Juliusz Słowacki. 
Towianski ansåg sig ha en gudomlig sändning och förkunnade en social omvälvning på kärlekens grund. Polska folket skulle bli en Messias för alla civiliserade folk och genomlidandet förberedas för sitt frälsarkall. Hans predikningar i kyrkan Notre-Dame de Paris väckte stort uppseende. Han utvisades ur Frankrike 1842 efter Ferdinand Filip av Orléans död, som han förutsagt, och begav sig till Bryssel, Rom och Schweiz. År 1848 flyttade han till Paris, fängslades och dömdes till Cayenne, men benådades och återvände till Zürich. Hans skrifter utgavs 1882 i Turin med inledning av T. Canonico.